# San Girolamo
Sofronio Eusebio Girolamo (in latino Sofronius Eusebius Hieronymus), noto anche come san Girolamo, Gerolamo o Geronimo, (Stridone, 347 – Betlemme, 30 settembre 420) è stato un biblista, traduttore, teologo e monaco cristiano romano.
Padre e Dottore della Chiesa, tradusse in latino parte dell'Antico Testamento greco (ci sono giunti, integri o frammentari, Giobbe, Salmi, Proverbi, Ecclesiaste e Cantico, dalla versione dei Settanta) e, successivamente, l'intera Scrittura ebraica.

## Biografia

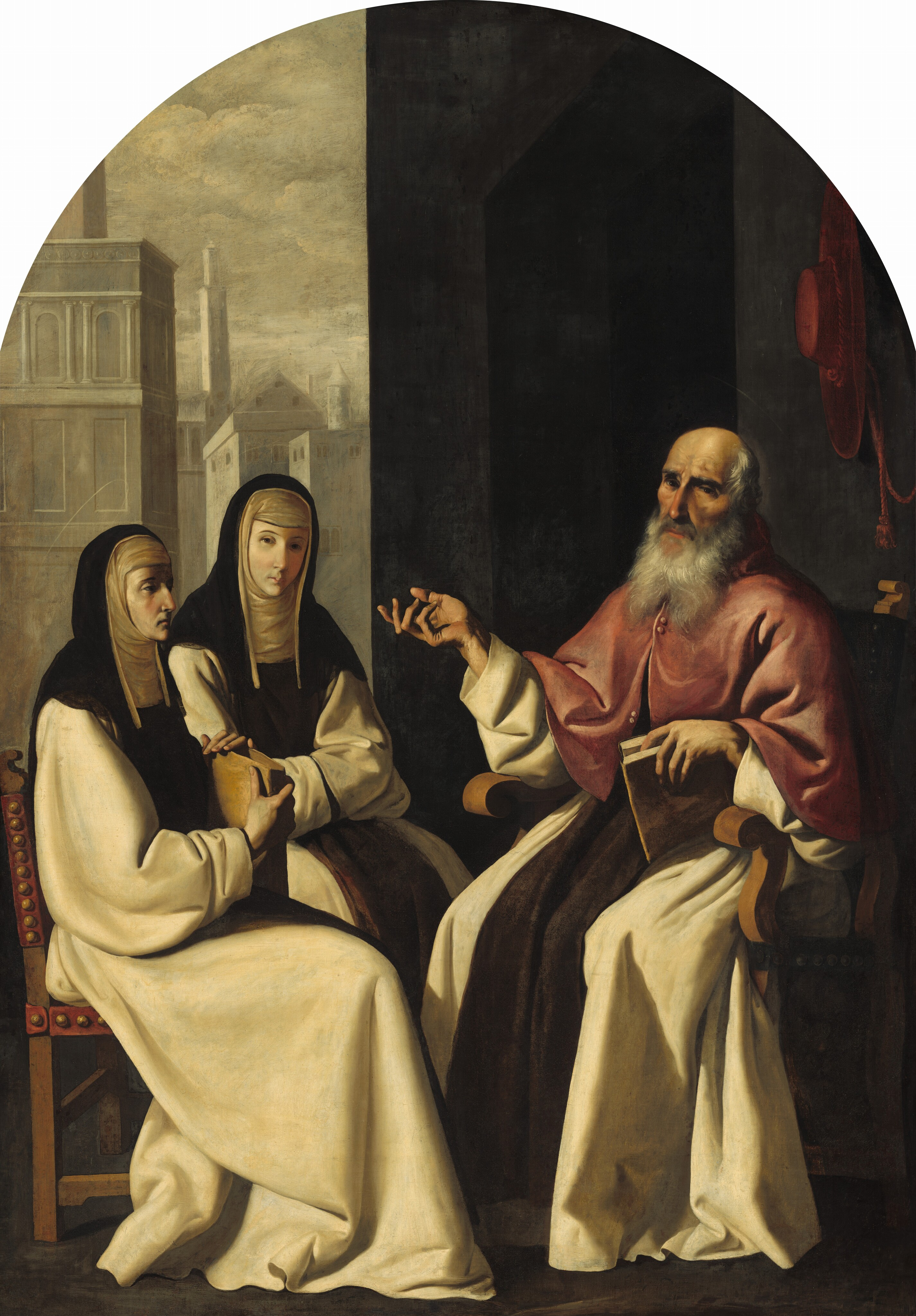
Francisco de Zurbarán, San Girolamo con le sante Paola e Eustochio, 1640/1650 circa, Washington, National Gallery; Le due donne sono le più famose sue discepole che lo seguirono da Roma a Betlemme: Paola romana e sua figlia Eustochio.

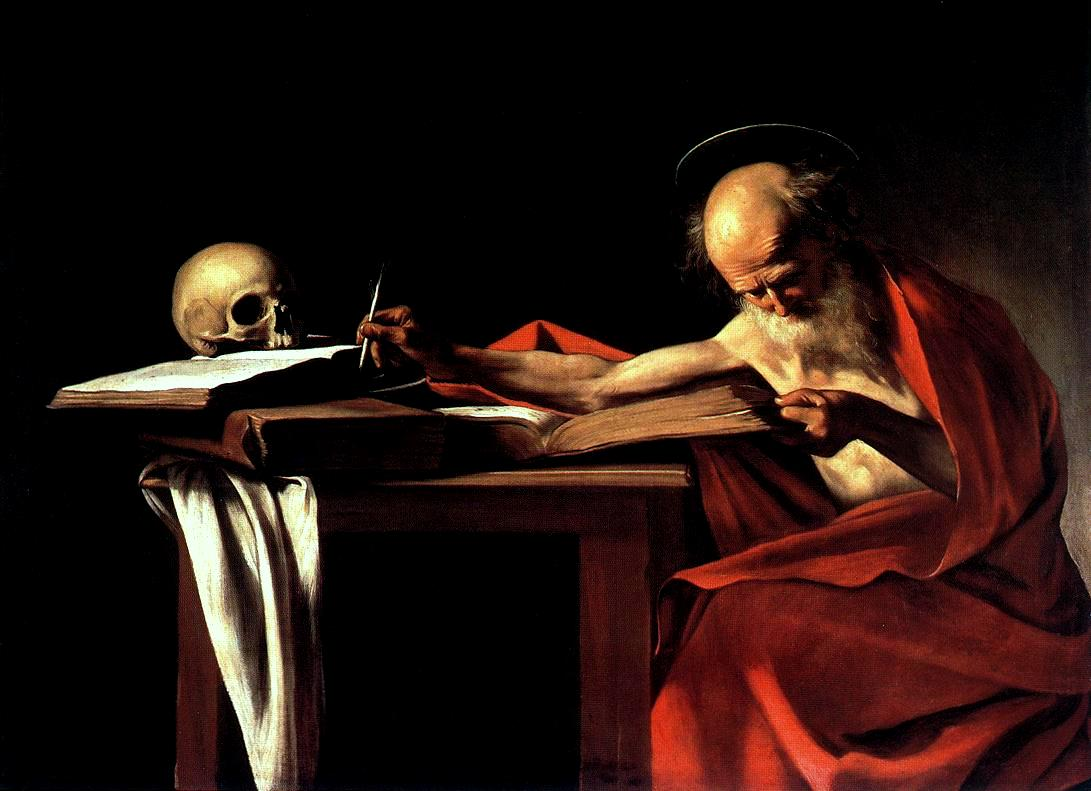
Caravaggio, San Girolamo nello studio, 1606 circa, Roma, Galleria Borghese.

Nacque da Eusebio a Stridone «villaggio distrutto dai Goti al confine fra Pannonia e Dalmatia», come egli scrisse nel capitolo 135 del De Viris illustribus, dedicato a sé stesso. Qualcuno identifica il sito con l'attuale Stridone/Zrenj in Istria vicino al margine della Croazia con la Slovenia. Inviato giovanissimo a Roma, dopo un inizio di vita irregolare in un ambiente frivolo fu allievo di Mario Vittorino e di Elio Donato. Qui fu battezzato a 19 anni da papa Liberio. Si dedicò anche agli studi di retorica, terminati i quali si trasferì a Treviri, dove era ben nota l'anacoresi egiziana, insegnata per qualche anno da Sant'Atanasio durante il suo esilio. Si trasferì poi ad Aquileia, dove entrò a far parte di una cerchia di asceti riunitisi in comunità sotto il patronato dell'arcivescovo Valeriano, ma, deluso dalle inimicizie che erano sorte fra gli asceti, partì per l'Oriente. Ad Antiochia avvenne il suo cosiddetto «sogno ciceroniano» in cui Cristo giudice lo accusa di essere ancora amante della letteratura profana che riteneva scritta meglio dei testi sacri: «Tu mentisci! sei ciceroniano, non cristiano...»; fustigato dagli angeli promise «Signore, se ancora avrò in mano libri mondani, se li leggerò, sarà come se ti avessi rinnegato» (Ep. 22, 30). Ritiratosi nel deserto della Calcide, vi rimase un paio di anni (375 - 376) vivendo una dura vita di anacoreta e allo stesso tempo imparando l'ebraico e perfezionando il greco già appreso a Roma.
Fu questo periodo ad ispirare i numerosi pittori che lo rappresenteranno come San Girolamo penitente ed è a questo periodo che risale l'episodio leggendario del leone che, afflitto da una spina penetratagli in una zampa, gli sarebbe poi stato accanto, grato poiché Girolamo gliel'avrebbe tolta (in realtà la leggenda del leone è importata dalla vita di san Gerasimo); così come la tradizione secondo la quale Girolamo era uso far penitenza colpendosi ripetutamente con un sasso.
Deluso anche qui dalle diatribe fra gli eremiti, divisi dalla dottrina ariana, tornò ad Antiochia, da dove era passato prima di venire in Calcide, e vi rimase fino al 378, frequentò le lezioni di Apollinare di Laodicea e fu ordinato presbitero dal vescovo Paolino II di Antiochia. Si recò quindi a Costantinopoli, dove poté perfezionare lo studio del greco sotto la guida di Gregorio Nazianzeno (uno dei Padri Cappadoci). Risalgono a questo periodo le letture dei testi di Origene e di Eusebio.
Allorché Gregorio Nazianzeno lasciò Costantinopoli, Girolamo tornò a Roma, nel 382, dove fu segretario di papa Damaso I, divenendone il più probabile successore. Qui si formò un gruppo di vergini e di vedove, capeggiate dalla matrona Marcella e dalla ricca vedova Paola, cui si accompagnarono le figlie Eustochio (detta anche Giulia) e Blesilla, che vollero dedicarsi ad una vita ascetica fatta di preghiera, meditazione, astinenza e penitenza e delle quali Girolamo divenne padre spirituale.
Il rigore morale di Girolamo, però, che era decisamente favorevole all'introduzione del celibato ecclesiastico e all'eradicazione del fenomeno delle cosiddette agapete, non era ben visto da buona parte del clero, fortemente schierato su posizioni giovinianiste. In una lettera ad Eustochio, Girolamo si esprime contro le agapete nei seguenti termini:
(dalla Lettera a Eustochio, Sofronio Eusebio Girolamo)

Ordo seu regula

Alla morte di papa Damaso I, la curia romana contrastò con grande determinazione ed efficacia l'elezione di Girolamo, anche attribuendogli una forte responsabilità nella morte della sua discepola Blesilla. Questa era una nobile ventenne romana, appartenente alla gens Cornelia, che era rimasta vedova ancor fanciulla e che aveva seguito la madre Paola e la sorella Eustochio nel gruppo di dame che avevano deciso di seguire la vita monastica con le rigide regole di Girolamo, morendo ben presto, probabilmente a causa dei troppi digiuni. Data la singolarità dell'evento e la grande popolarità della famiglia di Blesilla, il caso sollevò un grande clamore. Caduta la sua candidatura, sul finire del 384, fu eletto papa il diacono Siricio.
Girolamo decise allora di lasciare Roma alla volta dell'Oriente. Nell'agosto del 385 s'imbarcò dal porto di Ostia col fratello Paoliniano, il presbitero Vincenzo ed alcuni monaci a lui vicini. Successivamente lo raggiunsero le discepole Paola, Eustochio ed altre appartenenti alla comunità delle ascete romane. Giunto a Gerusalemme, si dedicò alla traduzione della Sacra Scrittura direttamente dall'ebraico al latino. Paola fondò a Betlemme un monastero maschile ed uno femminile, dove andò a vivere. Insieme alla figlia e a Girolamo visitò la Terrasanta; tutti e tre decisero di rimanerci fino alla fine dei loro giorni. Nel 386 Girolamo andò a vivere nel monastero maschile, dove rimase fino alla morte. Qui visse dedicandosi alla traduzione biblica, alla redazione di alcune opere ed all'insegnamento ai giovani. Anche questo periodo ha ispirato numerosi pittori, che lo ritraggono, ispirato dallo Spirito Santo, come estensore della Vulgata nella sua cella monastica, accompagnato dal fido leone. Nel 404 morì la sua discepola Paola, che verrà poi venerata come santa, ed alla quale egli dedicò post mortem l'Epitaphium sanctae Paulae.
Nell'ultima parte della sua vita si dedicò soprattutto alla polemica contro Pelagio, che si era trasferito a Gerusalemme, confermando gli scritti in proposito di Agostino, con cui intrattenne una corrispondenza. I pelagiani risposero violentemente, anche assaltando il suo convento; contro questa sedizione Girolamo chiese l'intervento di papa Innocenzo I, la cui lettera di risposta al vescovo di Gerusalemme Giovanni, difensore dei pelagiani, giunse dopo la morte di questi nel 417.
Morì nel 420, proprio nell'anno in cui il celibato, dopo essere stato lungamente disatteso, venne imposto al clero da una legge dell'imperatore Onorio.

## Opere

### Vulgata
La Vulgata, prima traduzione completa in lingua latina della Bibbia, rappresenta lo sforzo più impegnativo affrontato da Girolamo. Nel 382, su incarico di papa Damaso I, affrontò il compito di rivedere la traduzione dei Vangeli e successivamente, nel 390, passò all'antico testamento in ebraico, concludendo l'opera dopo ben 23 anni. Nelle Quaestiones hebraicae in Genesim, composte a sostegno della sua attività pluridecennale, anzi, si confronta il testo della Genesi nella traduzione Vetus latina con il testo ebraico a lui accessibile e con la LXX a giustificazione delle scelte operate nella Vulgata.
Il testo di Girolamo è stato la base per molte delle successive traduzioni della Bibbia, fino al XX secolo, quando per l'antico testamento si è cominciato ad utilizzare direttamente il testo masoretico ebraico e la Septuaginta, mentre per il Nuovo Testamento si sono utilizzati direttamente i testi greci. Dalla Vulgata sono tratte le pericopi per l'epistola e il Vangelo della Messa tridentina.

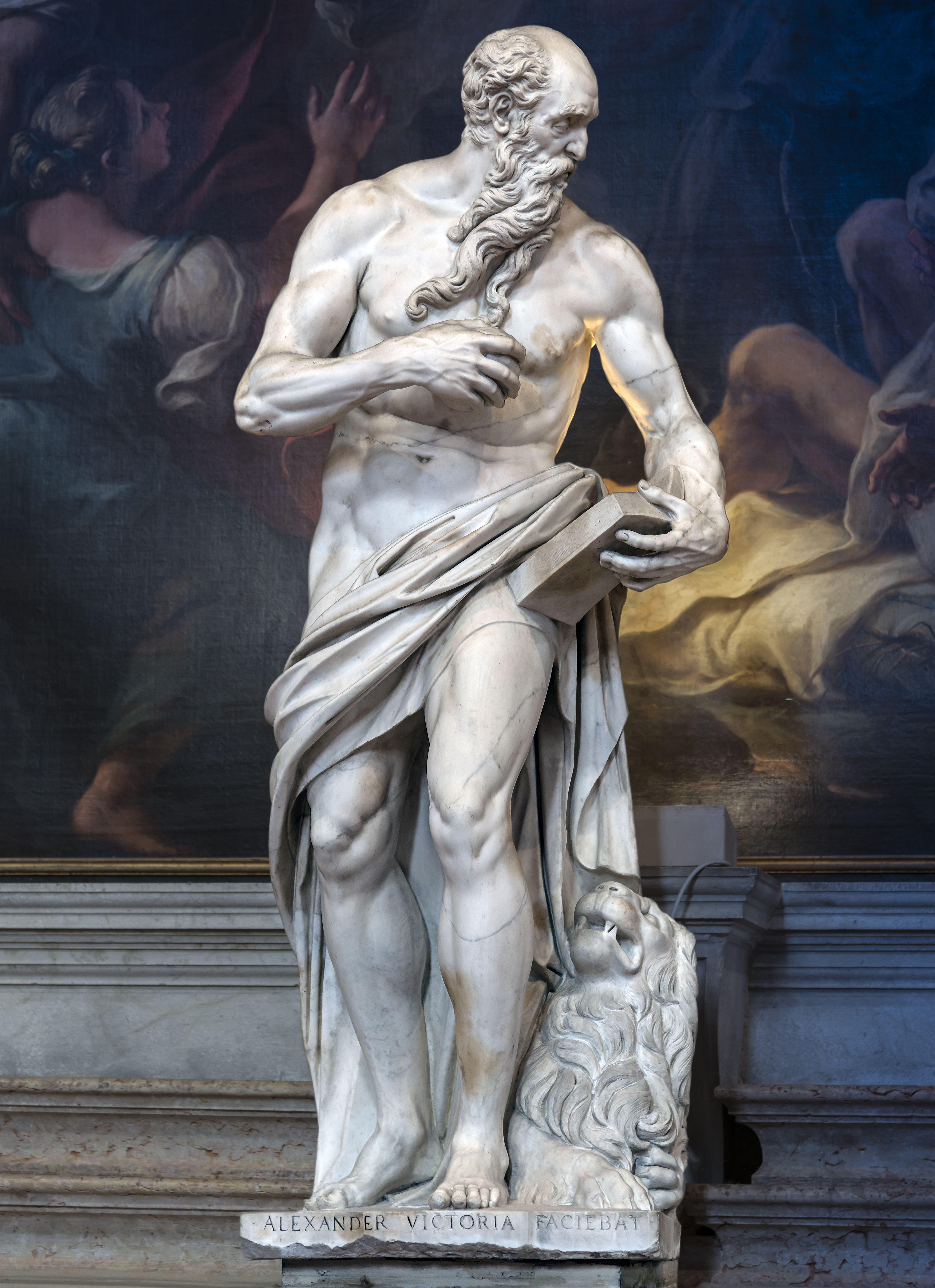
Alessandro Vittoria, San Girolamo, 1564, Venezia, Basilica di Santa Maria Gloriosa dei Frari.

Girolamo fu un celebre studioso del latino in un'epoca in cui questo implicava una perfetta conoscenza del greco. Fu battezzato all'età di venticinque anni e divenne sacerdote a trentotto anni. Quando cominciò la sua opera di traduzione non aveva grandi conoscenze dell'ebraico, perciò si trasferì a Betlemme per perfezionarne lo studio.
Girolamo utilizzò un concetto moderno di traduzione che attirò le accuse da parte dei suoi contemporanei; in una lettera indirizzata a Pammachio, genero della nobildonna romana Paola, scrisse:
(Epistulae 57, 5, trad. R. Palla)
Nonostante la fierezza riportata all'interno di questa missiva, San Girolamo visse a pieno il tipico dissidio degli umanisti medievali: tesi tra l'amore per le lettere e l'amore per Dio. La soluzione a questo contrasto interiore fu espressa dallo studioso sempre all'interno di una lettera, ovvero l'Epistula ad Magnum, all'interno della quale sono citati numerose testimonianze della possibilità di un uso quanto meno strumentale dei testi classici. A tal proposito, ad esempio, Eli si propose di fare come David il quale uccise Golia con la sua stessa arma.

### Opere storiografiche e agiografiche
Il De Viris Illustribus, scritto nel 392, intendeva emulare le "Vite" svetoniane dimostrando come la nuova letteratura cristiana fosse in grado di porsi sullo stesso piano delle opere classiche. In esso sono presentate le biografie di 135 autori in prevalenza cristiani (ortodossi ed eterodossi), ma anche ebrei e pagani, che però hanno avuto a che fare con il cristianesimo, con uno scopo dichiaratamente apologetico:
(Prologo, 14)
Le biografie hanno inizio da Pietro apostolo e terminano allo stesso Girolamo ma, mentre nelle successive Girolamo elabora conoscenze personali, le prime 78 sono frutto di conoscenze di seconda mano, desunte da varie fonti, tra cui Eusebio di Cesarea.
Il Chronicon è, invece, una traduzione-rielaborazione latina del Chronicon di Eusebio di Cesarea, composto nel IV secolo e perduto nella sua originale versione greca. Ultimato nel 381, il Chronicon tratta dei periodi storici e mitici della Storia universale a partire dalla nascita di Abramo fino all'anno 325. Nell'impalcatura cronologica, estesa dal 325 al 378, rientrano sia figure mitologiche come Minosse, il re Edipo e Priamo, che personaggi storici, mentre Girolamo, per completezza, inserisce anche dati preziosi di letteratura latina, desunti dal De viris illustribus svetoniano.
Una sorta di curiosa commistione tra storia, romanzo e agiografia sono le Vite degli eremiti San Paolo di Tebe, Sant'Ilarione e San Malco.
Tutte le opere storiche ed agiografiche di san Girolamo sono state pubblicate nell'originale latino e tradotte in italiano in: Bazyli Degórski (a cura di), Girolamo. Opere storiche e agiografiche. Vita di san Paolo, eremita di Tebe. Vita di Ilarione. Vita di Malco, l'eremita prigioniero. Prefazione alla traduzione delle Cronache di Eusebio di Cesarea. Continuazione delle Cronache di Eusebio di Cesarea. Gli uomini illustri. Prefazione alla traduzione della Regola di Pacomio, in Opere di Girolamo, XV, Roma, Città Nuova, 2014.

### Opere polemiche
La Altercatio Luciferiani et Orthodoxi, composta nel 378 circa, rappresenta un dialogo tra Lucifero da Cagliari, un antiariano, e un ortodosso anonimo. Cinque anni dopo, nello Adversus Helvidium, scritto nel 383, Girolamo polemizza contro Elvidio, che dichiarava che la Vergine Maria dopo aver generato Gesù avesse partorito altri figli. Nella seconda parte del testo Gerolamo esalta con lodi la verginità della Madonna.
Ancora di polemica teologico-liturgica trattano Adversus Vigilantium, in cui si attacca spietatamente Vigilanzio e il suo pensiero, secondo cui la vita dedita al culto dei martiri e del rispetto delle regole di Dio fosse sbagliata e noiosa; Contra Ioannem Hierosolymitanum, una polemica contro i sostenitori di Origene, in cui Girolamo sostiene che il dotto di Cesarea, sebbene buon traduttore della Bibbia, avesse posizioni eretiche e che quindi non poteva far parte del mondo di Dio. Di conseguenza Girolamo accusa anche un vescovo chiamato Giovanni, che appoggiava le teorie origeniane. Di simile stampo è il Contra Rufinum, in cui si attacca l'origeniano Rufino. Facendo, anzi, appello ad un'operetta comica nota come Testamento di Grugno Corocotta Porcello, Gerolamo usa un ampio lessico dispregiativo contro Rufino, denigrandolo nella sua cerchia di amici intimi.
Notevolissimo, tra le opere polemiche, è il trattato Adversus Jovinianum, scritto nel 393 in due libri, in cui l'autore esalta la verginità e l'ascetismo, spesso derivando le sue argomentazioni da autori classici come Teofrasto, Seneca, Porfirio.
Tra gli altri argomenti, in esso Girolamo difende strenuamente l'astinenza dalla carne:
(Adversus Iovinianum, I, 18)
Nello specifico, all'interno del trattato, la parte relativa all'alimentazione corrisponde alla terza sezione [PL 23,303-326]. In essa Gerolamo per controbattere alla tesi di Gioviniano, secondo la quale «l'astinenza non è migliore dell'assunzione riconoscente del cibo», ribadisce l'importanza del digiuno non solo nella tradizione della Chiesa ma anche nella storia della filosofia.

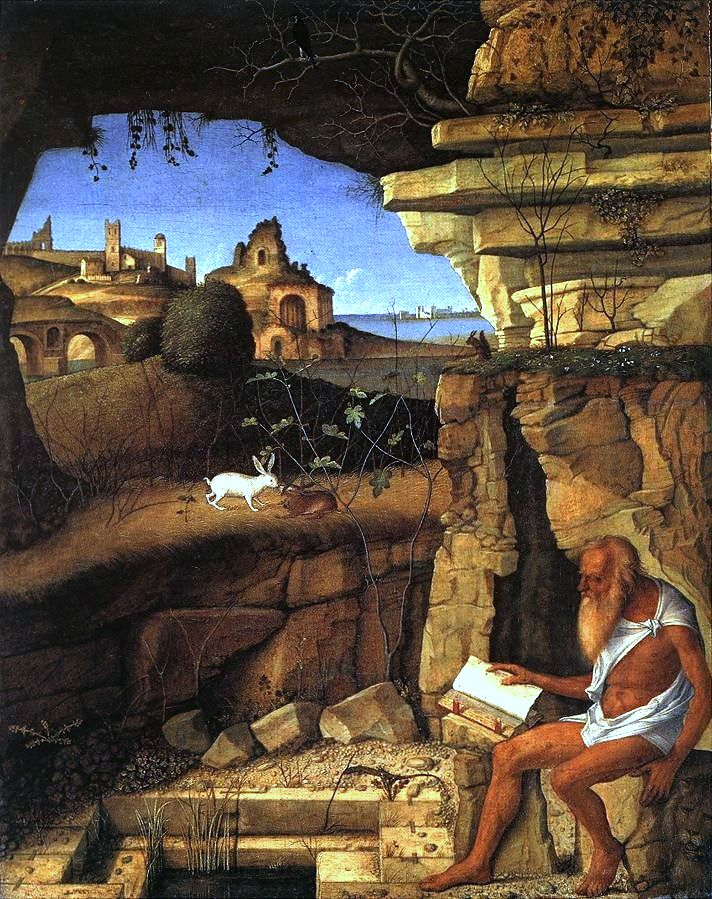
Giovanni Bellini, San Girolamo leggente nel deserto, 1505, Washington, National Gallery.

Nel trattato Adversus Pelagianos, infine, si confuta Pelagio e le dottrine sulla libertà fisica e della mente.

## Culto
Il Martirologio romano ricorda san Girolamo il 30 settembre.
Per la sua attività di traduttore della Bibbia viene considerato santo protettore dei traduttori e per i suoi studi legati all'antichità è considerato il patrono degli archeologi.
Numerose chiese storiche sono state dedicate a san Girolamo. Vari ordini religiosi e congregazioni si sono ispirati esplicitamente al santo. Tra questi:
- Gesuati, sorti a metà del XIV secolo come fraternità di laici ispirata alla spiritualità del santo (Frati Gesuati di san Girolamo): trasformatisi in congregazione religiosa nel 1606 (Chierici apostolici di san Girolamo) e soppressi da papa Clemente IX nel 1668.
- Eremiti di San Girolamo, congregazione religiosa attiva tra il 1405 e il 1668.
- Congregazione dei Gerolimini, fondata da Pietro Gambacorta e Nicola da Forca Palena agli inizi del XV secolo e soppressa da Pio XI nel 1933.
- Ordine di San Girolamo (Geronimiti o Gerolamini), ordine monastico tuttora esistente.

La figura di san Girolamo fu commemorata da papa Benedetto XV con l'enciclica Spiritus Paraclitus, scritta il 15 settembre 1920 in occasione del XV centenario della morte.
La presunta reliquia del suo cranio si conserva all'interno del Duomo di Nepi.

## La leggenda del leone
La Legenda Aurea, di Jacopo da Varazze, narra, nel capitolo dedicato a San Girolamo, la leggenda del leone. Tuttavia l'attribuzione di questa vicenda a Girolamo risulta impropria, in quanto acquisita da un'altra eguale leggenda narrata da Giovanni Mosco. Questa storia vedeva originariamente come protagonista San Gerasimo, anacoreta e abate della Chiesa cristiana, e a causa della similitudine dei nomi latini dei due santi – Gerasimo Hierasimus e Girolamo Hieronimus – le identità vennero scambiate.
Un giorno un leone ferito si sarebbe presentato zoppicando nel monastero ove risiedeva San Girolamo. I confratelli fuggirono spaventati, ma San Girolamo gli si avvicinò accogliendo l'animale ferito. Egli ordinò ai confratelli di lavare le zampe al leone e curarle. Essi scoprirono che i rovi gli avevano dilaniato le piante delle zampe. Quando il leone fu guarito, rimase nel monastero. Su di esso i monaci confidarono per garantirsi la custodia dell'asino del convento. Un giorno, mentre l'asino stava pascolando, il leone si addormentò. Alcuni mercanti, visto il quadrupede da soma privo di custodi, se ne appropriarono. Tornato solo al monastero, il leone venne accusato dai monaci di aver divorato l'asino, cosicché gli vennero affidati tutti i lavori che normalmente venivano svolti da quest'ultimo. Un giorno egli incrociò sul suo cammino la carovana dei mercanti che avevano portato via l'asino affidatogli in custodia dai monaci e riconobbe nella carovana il medesimo asino. Egli si precipitò verso di loro ruggendo terribilmente e mettendoli in fuga. Dopo di che condusse l'asino e i cammelli, carichi di mercanzia, al convento. Quando i mercanti tornarono, si recarono al convento a chiedere a San Girolamo il perdono e la restituzione delle loro mercanzie, cosa che San Girolamo fece, raccomandando loro di non rubare più le proprietà altrui. 

## Iconografia

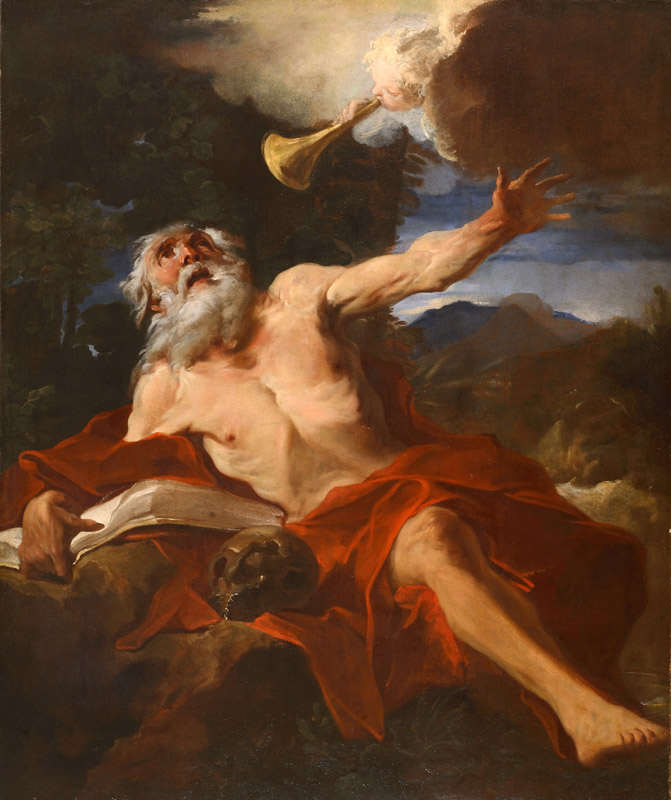
Louis Cretey, Visione di san Girolamo di, XVII secolo, olio su tela, 150,5 x 127 cm, collezione privata.

Esistono due iconografie principali di Girolamo: una con l'abito cardinalizio e con il libro della Vulgata in mano, oppure intento nello studio della Scrittura. Un'altra nel deserto, o nella grotta di Betlemme, dove si era ritirato sia per vivere la sua vocazione da eremita sia per attendere alla traduzione della Bibbia, in questo secondo caso viene mostrato senza l'abito e con il galero (cappello) cardinalizio gettato in terra a simbolo della sua rinuncia agli onori. Spesso si vedono il leone cui tolse la spina dal piede, un crocifisso a cui rivolgere l'adorazione, un teschio come simbolo di penitenza o la pietra con cui era solito battersi il petto.
A Firenze è presente un'iconografia di San Girolamo penitente in piedi, in logora veste bianca, che si batte il petto con un sasso. Di quest'iconografia - si veda anche l'affresco di Andrea del Castagno presso la basilica della Santissima Annunziata - è assai significativa la scultura in terracotta di un anonimo plastificatore fiorentino (circa 1454) presso l'Oratorio di San Girolamo e San Francesco Poverino (Antonio del Pollaiolo? Andrea del Castagno?) di cui è da sottolineare il nervosismo degli arti e la tragicità del volto.
Sebbene l'abito rosso da cardinale sia stato molto usato nelle rappresentazioni pittoriche del santo, non è storicamente possibile che egli sia stato cardinale, poiché l'istituzione è altomedievale.

### Opere d'arte raffiguranti san Girolamo
- Masaccio, San Girolamo tavola dal Polittico di Pisa (1426), Berlino, Staatliche Museen
- Belbello da Pavia, San Girolamo (1431-1436), miniatura della  Bibbia di Niccolò d'Este, Città del Vaticano, Biblioteca apostolica vaticana
- Pietro di Giovanni Lianori, Madonna col Bambino fra santi Girolamo e Petronio (1433), Bologna, Pinacoteca Nazionale
- Piero della Francesca, San Girolamo e donatore (1440-1450 circa), Venezia, Gallerie dell'Accademia
- Piero della Francesca, San Girolamo penitente (1450), Berlino, Gemäldegalerie
- Jan van Eyck, San Girolamo nello studio (1442), Detroit Institute of Arts
- Colantonio, San Girolamo nello studio (1444 circa), Napoli, Museo nazionale di Capodimonte
- Andrea Mantegna, San Girolamo (1449-1450), San Paolo, Museu de Arte
- Filippo Lippi, Esequie di san Girolamo (1452-1460), Prato, Museo dell'Opera del Duomo
- Andrea del Castagno, Trinità con san Girolamo (1453-1454), Firenze, Basilica della Santissima Annunziata
- Vincenzo Foppa, San Girolamo penitente (1460 circa), Bergamo, Accademia Carrara
- Antonello da Messina, San Girolamo penitente nel deserto (1460-1465) e San Girolamo nello studio (1474-1475)
- Cosmè Tura, San Girolamo penitente (1474 circa), Londra, National Gallery
- Pinturicchio, San Girolamo nel deserto (1475-1480 circa), Baltimora, Walters Art Museum
- Domenico Ghirlandaio, San Girolamo nello studio (1480), Firenze, chiesa di Ognissanti
- Leonardo da Vinci, San Girolamo penitente (1480 circa), Città del Vaticano, Pinacoteca Vaticana
- Cima da Conegliano, San Girolamo in Polittico di Olera (post 1495), Chiesa parrocchiale san Bartolomeo, Olera
- Giovanni Bellini, San Girolamo Contini Bonacossi (1480 circa), Firenze, Galleria degli Uffizi
- Giovanni Bellini, San Girolamo leggente in un paesaggio (1480-1485), Londra, National Gallery
- Giovanni Bellini, San Girolamo leggente nel deserto (1505 circa), Washington, National Gallery
- Santi Cristoforo, Santi Girolamo, Cristoforo e Ludovico di Tolosa (1513), Venezia, chiesa di San Giovanni Crisostomo
- Albrecht Dürer, San Girolamo penitente (1496), Londra, National Gallery
- Albrecht Dürer, San Girolamo nello studio (1521), Lisbona, Museo nazionale d'arte antica
- Sandro Botticelli, Comunione di san Girolamo (1495 circa), New York, Metropolitan Museum
- Vittore Carpaccio, San Girolamo e il leone nel convento (1502), Venezia, Scuola di San Giorgio degli Schiavoni
- Vittore Carpaccio, Funerali di san Girolamo (1502), Venezia, Scuola di San Giorgio degli Schiavoni
- Hieronymus Bosch, San Girolamo in preghiera (1505), Gand, Museum voor Schone Kunsten
- Lorenzo Lotto, San Girolamo penitente (1506), Parigi, Louvre
- Lorenzo Lotto, San Girolamo nel deserto (1509), Roma, Museo nazionale di Castel Sant'Angelo
- Lorenzo Lotto, San Girolamo penitente 1(513-1515 circa), Sibiu, Brukental Muzeul
- Lorenzo Lotto, San Girolamo penitente, (1515), Allentown, Art Museum
- Lorenzo Lotto, Madonna col Bambino tra i santi Girolamo e Nicola da Tolentino (1523-1524), olio su tela, 94×78 cm, Boston, Museum of Fine Arts
- Antonio Marinoni, San Girolamo cardinale (1520), Milano, museo Poldi Pezzoli
- Agostino Carracci, Comunione di san Girolamo (1592), Bologna, Pinacoteca Nazionale
- Caravaggio, San Girolamo in meditazione (1605 circa), Montserrat, museo
- Caravaggio, San Girolamo (1605-1606), Roma, Galleria Borghese
- Caravaggio, San Girolamo scrivente (1608), La Valletta, Concattedrale di San Giovanni
- Anonimo plasticatore fiorentino, San Girolamo penitente (entro il 1454), Firenze, Oratorio della Confraternita di S. Girolamo e S. Francesco Poverino
- Domenichino, Comunione di san Girolamo (1614), Città del Vaticano, Pinacoteca Vaticana
- Jusepe de Ribera, San Girolamo e l'angelo (1626), Napoli, Museo di Capodimonte